# ラ・バタイユ (ドゥー＝セーヴル県)
ラ・バタイユ （La Bataille）は、フランス、ヌーヴェル＝アキテーヌ地域圏、ドゥー＝セーヴル県のコミューン。

## 歴史
コミューンの名は、アンジュー伯ジョフロワ2世（fr）の甥たちとアキテーヌ公ギヨーム8世との間で起きた、サントをアキテーヌ公に引き渡すことになる戦い（La Bataille）にちなんでいる。

## 人口統計
| 1962年 | 1968年 | 1975年 | 1982年 | 1990年 | 1999年 | 2008年 | 2013年 |
| ------ | ------ | ------ | ------ | ------ | ------ | ------ | ------ |
| 109    | 116    | 106    | 86     | 93     | 96     | 79     | 79     |

参照元:1962年から1999年までは複数コミューンに住所登録をする者の重複分を除いたもの。それ以降は当該コミューンの人口統計によるもの。1999年までEHESS/Cassini、2004年以降INSEE。